# Planeta Cachinhos Dourados

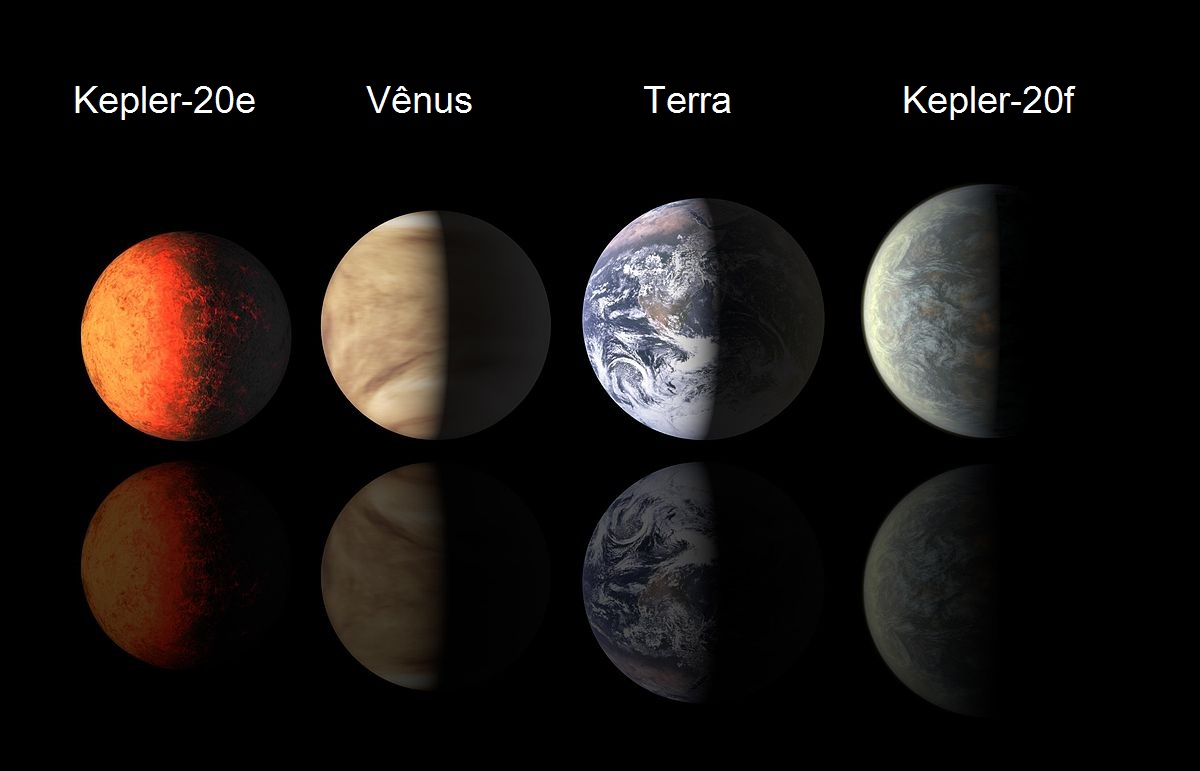
Comparativo de tamanho dos exoplanetas Kepler-20e e Kepler-20f com a Terra e Vênus.

Um planeta Cachinhos Dourados (do inglês Goldilocks planet) é uma gíria para um hipotético exoplaneta localizado na zona habitável de uma estrela; geralmente o termo é usado especificamente para planetas semelhantes ao tamanho da Terra (ou seja, análogo à Terra). O nome vem da história de Cachinhos Dourados e os Três Ursos no qual uma menina seleciona a partir de um conjunto de três artigos, ignorando os demais extremos (grande ou pequeno, quente ou frio, etc), e escolhendo o do meio, que passa a ser a resposta "correta". Analogamente, seguindo este princípio, um planeta Cachinhos Dourados seria aquele que não iria encontrar nem muito perto nem longe demais de sua estrela para excluir a vida como a conhecemos.

## Características
Os planeta Cachinhos Dourados são de interesse fundamental para os pesquisadores, seja na busca por vida (inteligente ou não) ou como hipotéticos futuros lar da raça humana. A equação de Drake, que estima a probabilidade de vida inteligente não-terrestre, incorporando um fator (ne), que representa a média de planetas capazes de sustentar a vida em um sistema solar planetário. A descoberta de planetas extrassolares Cachinhos Dourados ajudaria a refinar as estimativas desta figura. Estimativas muito baixas contribuem para a hipótese da Terra rara, que afirma que uma série de condições e eventos muito improváveis levou ao surgimento da vida na Terra. As estimativas mais elevadas iria reforçar o princípio da mediocridade de Copérnico, onde um grande número de planetas Cachinhos Dourados implicaria que a Terra não é particularmente excepcional.
Encontrar planetas Cachinhos Dourados do tamanho da Terra é uma parte fundamental da missão Kepler, que usa um telescópio espacial, lançado no dia 7 de março de 2009, para estudar e compilar as características dos planetas que estão em zona habitável. As últimas estimativas de astrônomos realizados com dados de observações do telescópio Kepler, predizem a existência de mais de 40 bilhões de planetas Cachinhos Dourados na Via Láctea (dos quais 11 bilhões orbitando estrela semelhantes ao Sol). Estes números implicaria que o análogo à Terra mais próxima poderia está a apenas 12 anos-luz do Sistema Solar.

## Exemplos potenciais
Embora o planeta extrassolar 70 Virginis b foi inicialmente apelidado de "Cachinhos Dourados" porque inicialmente acreditava-se que ele estava na zona habitável da estrela, atualmente este planeta é considerado demasiadamente quente para ter chance de abrigar vida e não é, portanto, um planetas Cachinhos Dourados.
Gliese 581 g tem sido durante anos um dos mais fortes candidatos a planetas Cachinhos Dourados. No entanto, a sua existência tem sido questionado.
Atualmente, o exoplaneta confirmado com maior similaridade com a Terra é Kepler-438b, que orbita uma anã vermelha e tem um índice de similaridade (IST) de 0,88 (em comparação aos 0,78 de Vênus). Existem vários candidatos a planeta com pontuação maior, com destaque para KOI-4878.01, com uma similaridade de 98% e ainda pendente de confirmação. Em janeiro de 2015, havia três exoplanetas detectados com IST mais de 90% (nenhum deles confirmado) e 8 com IST acima dos 85% (só confirmou Kepler-438b e Kepler-296e).